# Franz Bernhard
Franz Bernhard (Nové Chalupy, 17 januari 1934 - Jockgrim, 28 mei 2013) was een Duits beeldhouwer.

## Leven en werk
Franz Bernhard werd geboren in Neuhäuser (Nové Chalupy) in het Tsjechische Bohemer Woud. In 1946 verhuisde de familie naar Siegelsbach (district Heilbronn). Na zijn schoolopleiding was in hij verschillende beroepen werkzaam. Van 1959 tot 1966 studeerde hij beeldhouwkunst bij Wilhelm Loth en Fritz Klemm aan de Staatliche Akademie der Bildenden Künste Karlsruhe in Karlsruhe. Hij kreeg in 1963 een studiebeurs van de Studienstiftung des deutschen Volkes in Bonn, in 1968 de Villa-Romana-Preis (een verblijf in Florence) en in 1969 de Villa-Massimo-Preis (verblijf in Rome). Bernhard verhuisde in 1972 naar Jockgrim (district Germersheim). Hij was van 1990 tot 1992 lid van de Akademie der Künste in Berlijn en van 1994 tot 2001 voorzitter van de kunstenaarsbond van Baden-Württemberg, waarvan hij tot zijn dood erevoorzitter was.
Bernhard creëert vooral sculpturen van de materialen hout en cortenstaal. Zijn werken stellen de menselijke figuur, in sterk geabstraheerde vorm, voor. Een van zijn bekendste werken, dat thans als logo dient van de Kunstmeile Mannheim, is de sculptuur Große Mannheimerin bij het Planetarium Mannheim in Mannheim-Oost.
Franz Bernhard kreeg in 1998 het Bundesverdienstkreuz en in 2004 de Verdienstorden des Landes Rheinland-Pfalz. Ten slotte eerde de deelstaat Baden-Württemberg Bernhard in 2004 met een professoraat.

## Werken (selectie)

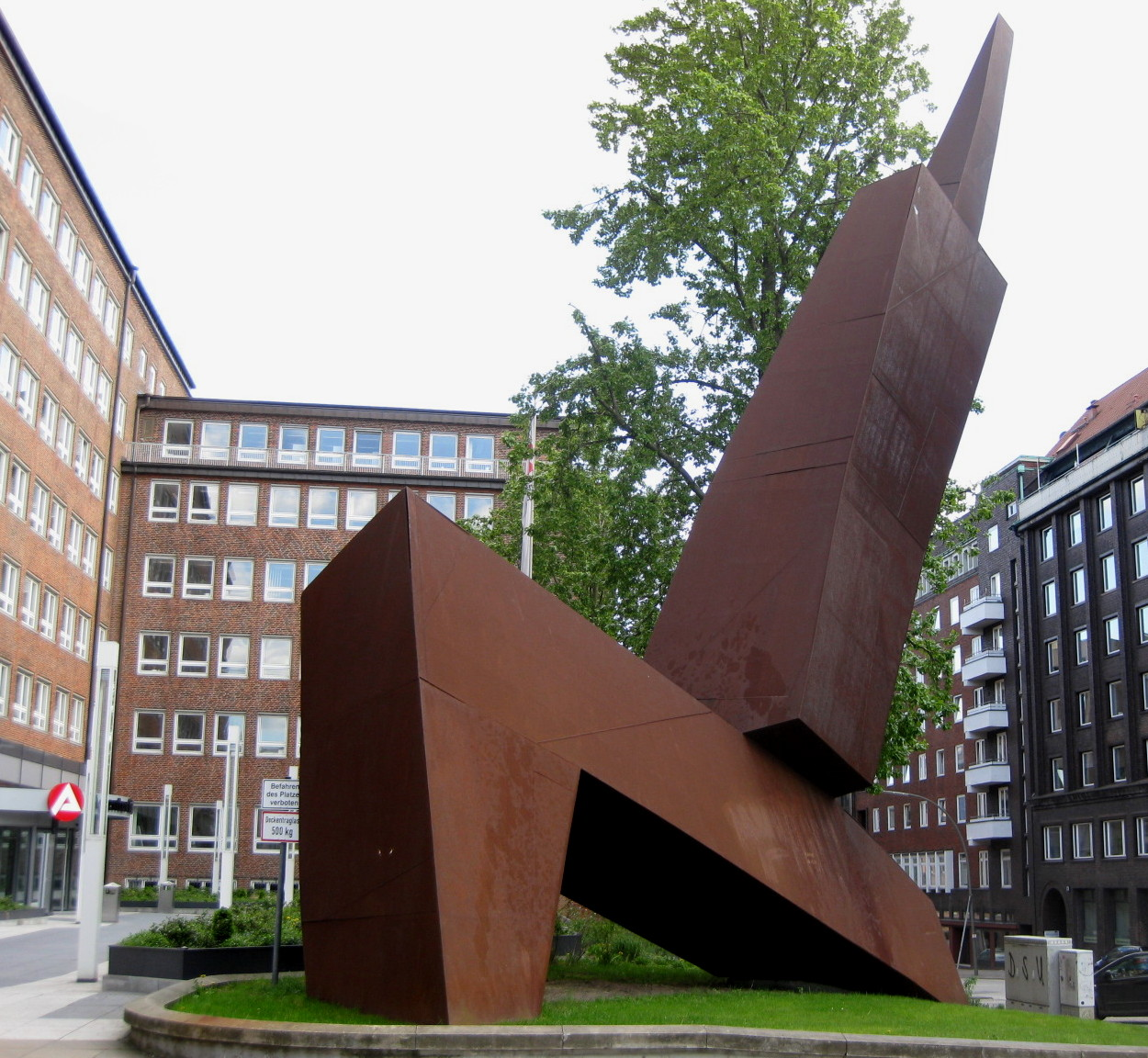
Hamburger Figur (1991/97)

- 1974 Liegende, Skulpturenpark Sammlung Domnick in Nürtingen
- 1979/80 Ulmer Knie, Dianawiese in Ulm
- 1983 Konstanzer Liegende, Konstanz
- 1984/85 Dynamischer Figur, Skulpturenpark Sammlung Domnick
- 1985 Bronzeplastik, Skulpturenpark am Diakonie, Paul-Gräb-Straße in Wehr (Baden)
- 1987 Vitale Form, Karlsruhe
- 1987 Große Braunschweiger Figur, Braunschweig
- 1988 Sitzerin, Remchingen
- 1990 Vitale Liegende, Arbeitsamt in Lübeck
- 1992 Lörracher Sitzende, beeldenroute Lörracher Skulpturenweg in Lörrach
- 1993 Aufsteigender Kopf, Ausgewogener Kopf, Bedrohlicher Kopf, Mainz
- 1993 Große Mannheimerin, Skulpturenmeile Mannheim in Mannheim
- 1995 Labiler Kopf, Horb-Dettingen
- 1996 Freiburger Sitzende, Freiburg im Breisgau
- 1991/97 Hamburger Figur, Hamburg
- 1997 en 2001 Brückenköpfe, Heilbronn
- 1999 St. Wendeler Figur, Straße der Skulpturen (St. Wendel) in Sankt Wendel
- 2000 Kopf, Berlijn
- 1984/2001 Büste RWW 407, beeldenpark KUNSTdünger Rottweil in Rottweil
- 2002 Kopf Salzgitter, beeldenroute Skulpturenweg Salzgitter-Bad in Salzgitter
- Stehende Figur, Sigmaringen
- 2005 Dynamische Büste (2005)[1], Lange Gasse in Neurenberg
- 2006 Sitzende Figur, Neckarsulm
- 2007 Großer Kopf, schwebend, Pfalzgalerie Kaiserslautern in Kaiserslautern
- 2008 Flacher Kopf, Pfalzgalerie Kaiserslautern in Kaiserslautern

## Fotogalerij

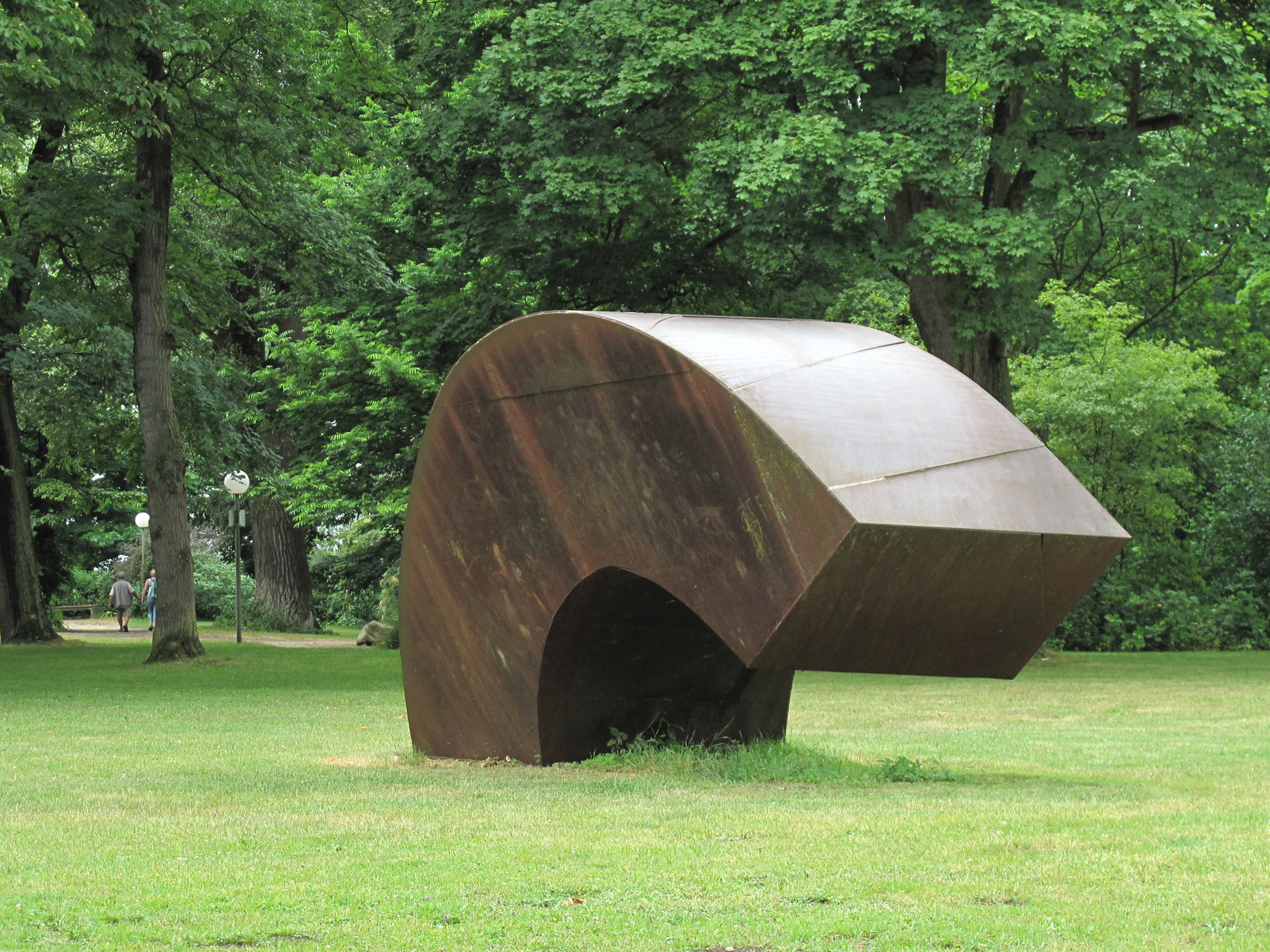
Ulmer Knie (1979/80) in Ulm
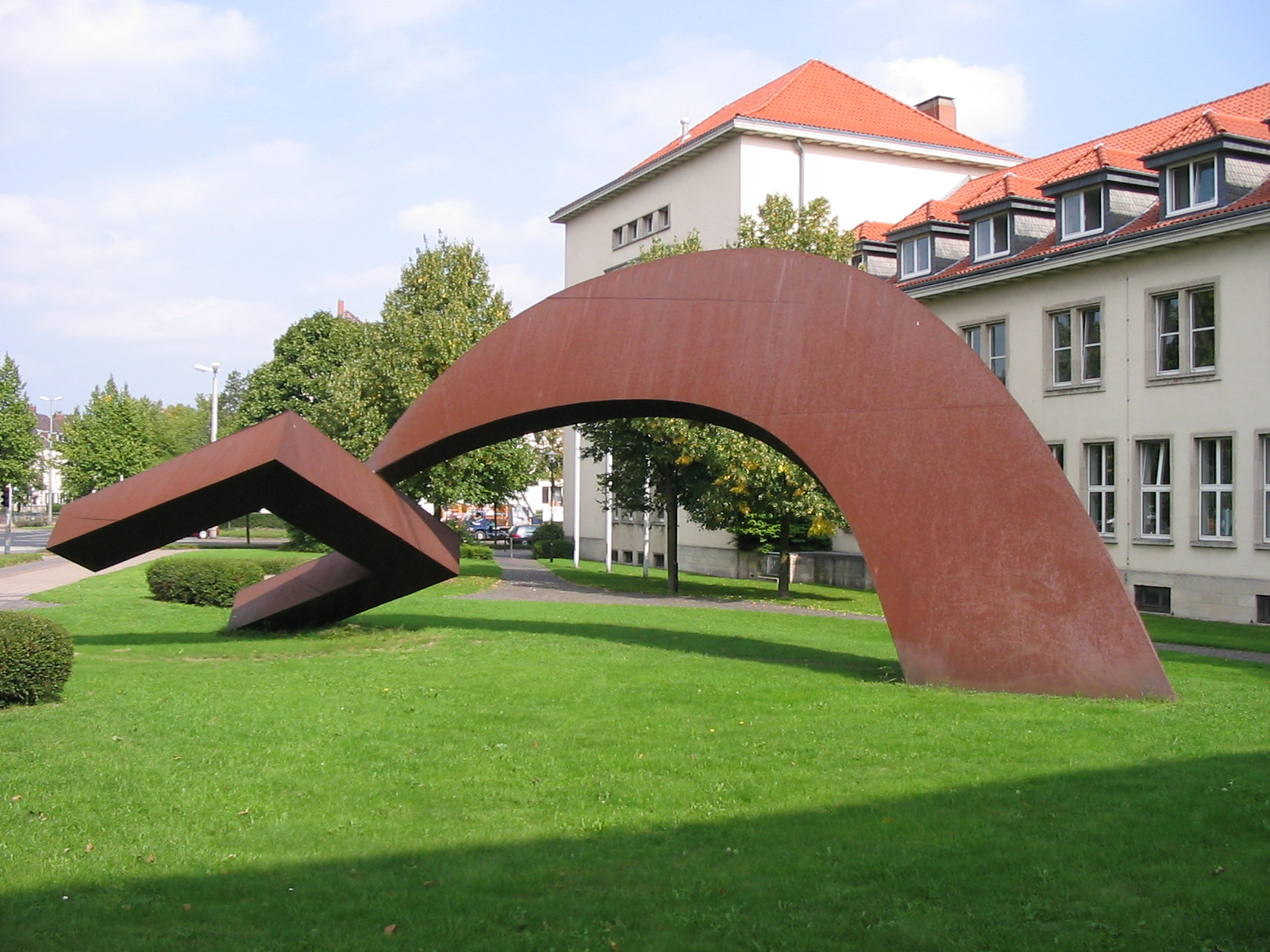
Großer Braunschweiger Figur (1987) in Braunschweig
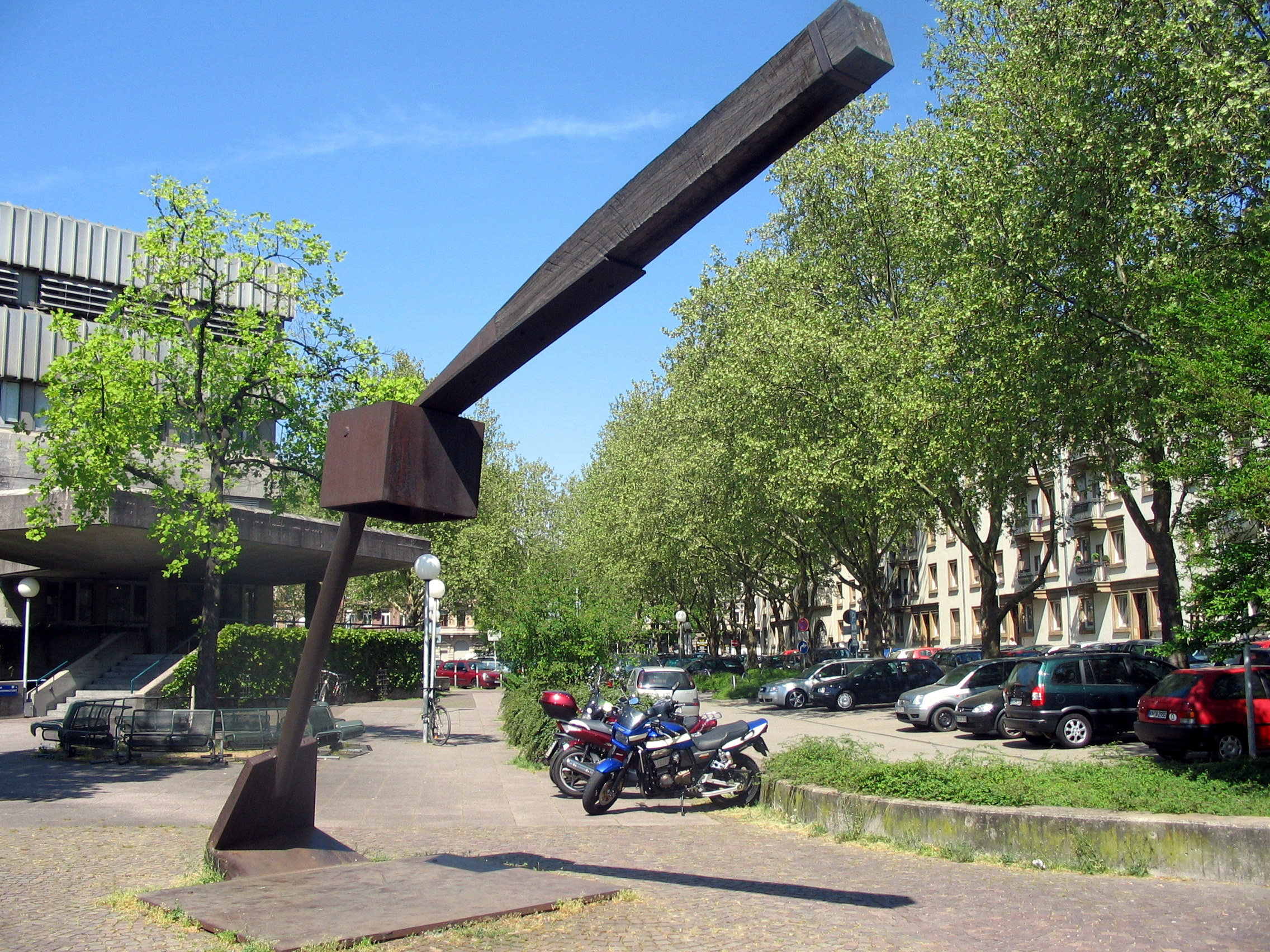
Vitale Form (1983) in Karlsruhe
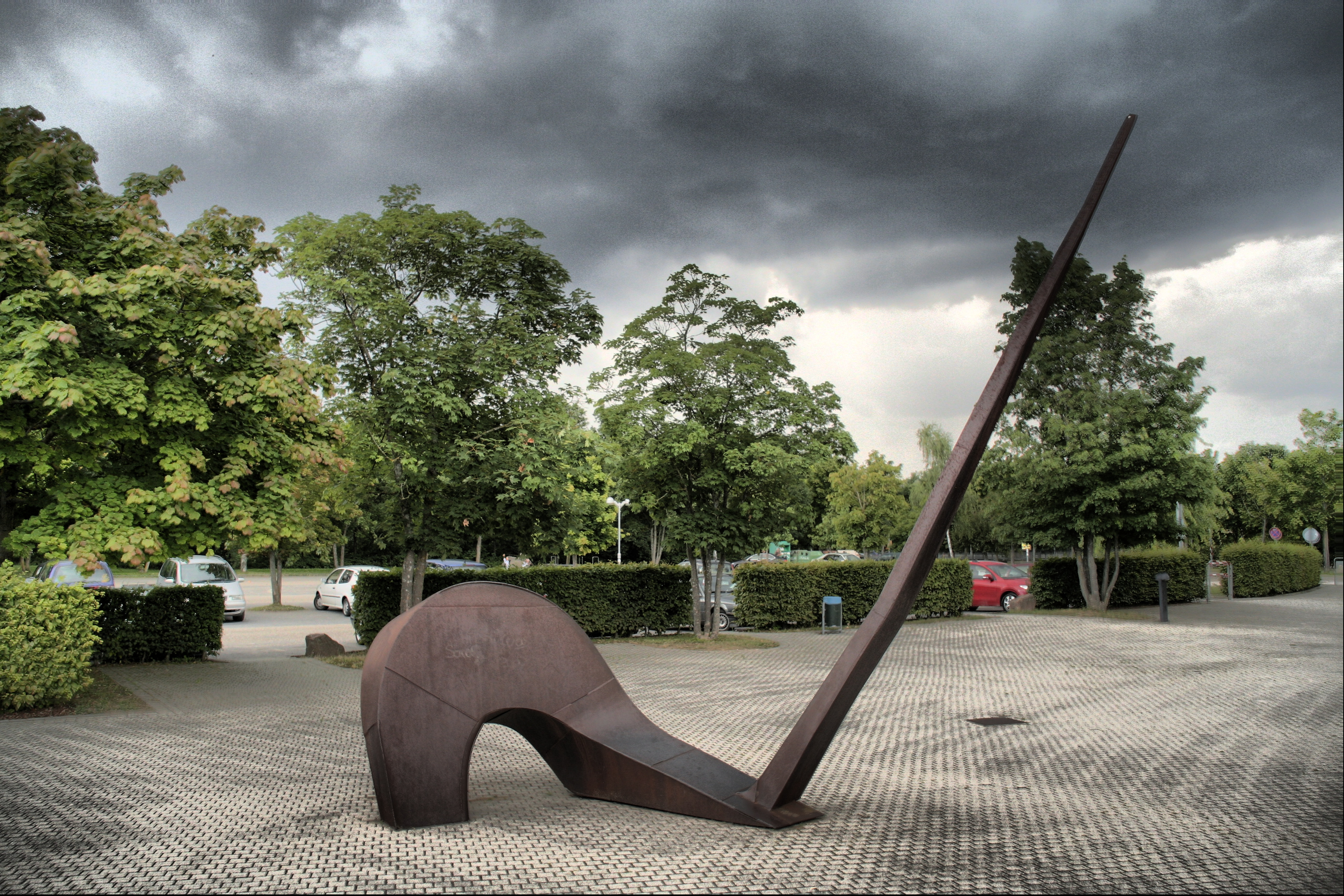
Sitzerin in Remchingen
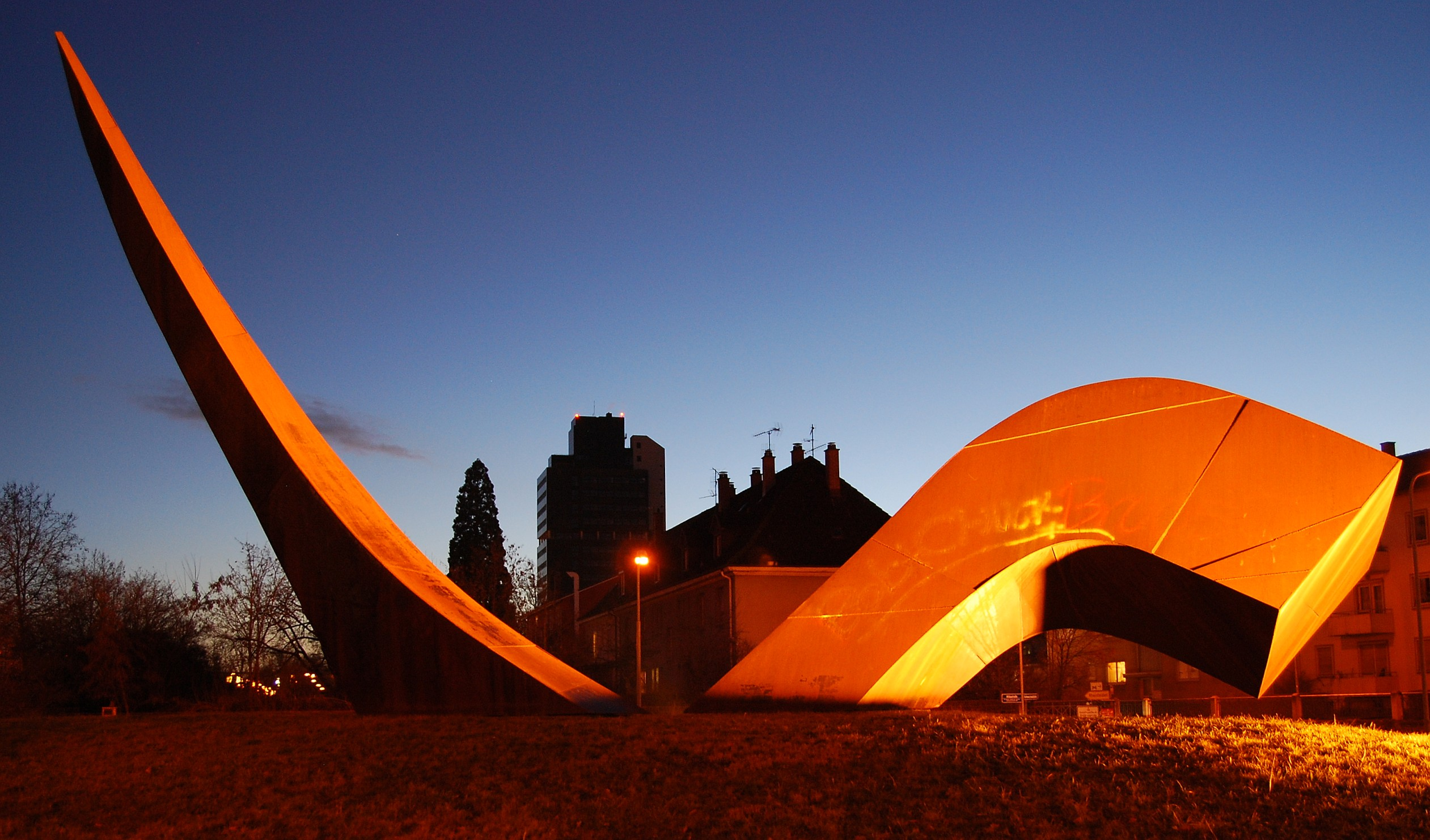
Lörracher Sitzende in Lörrach
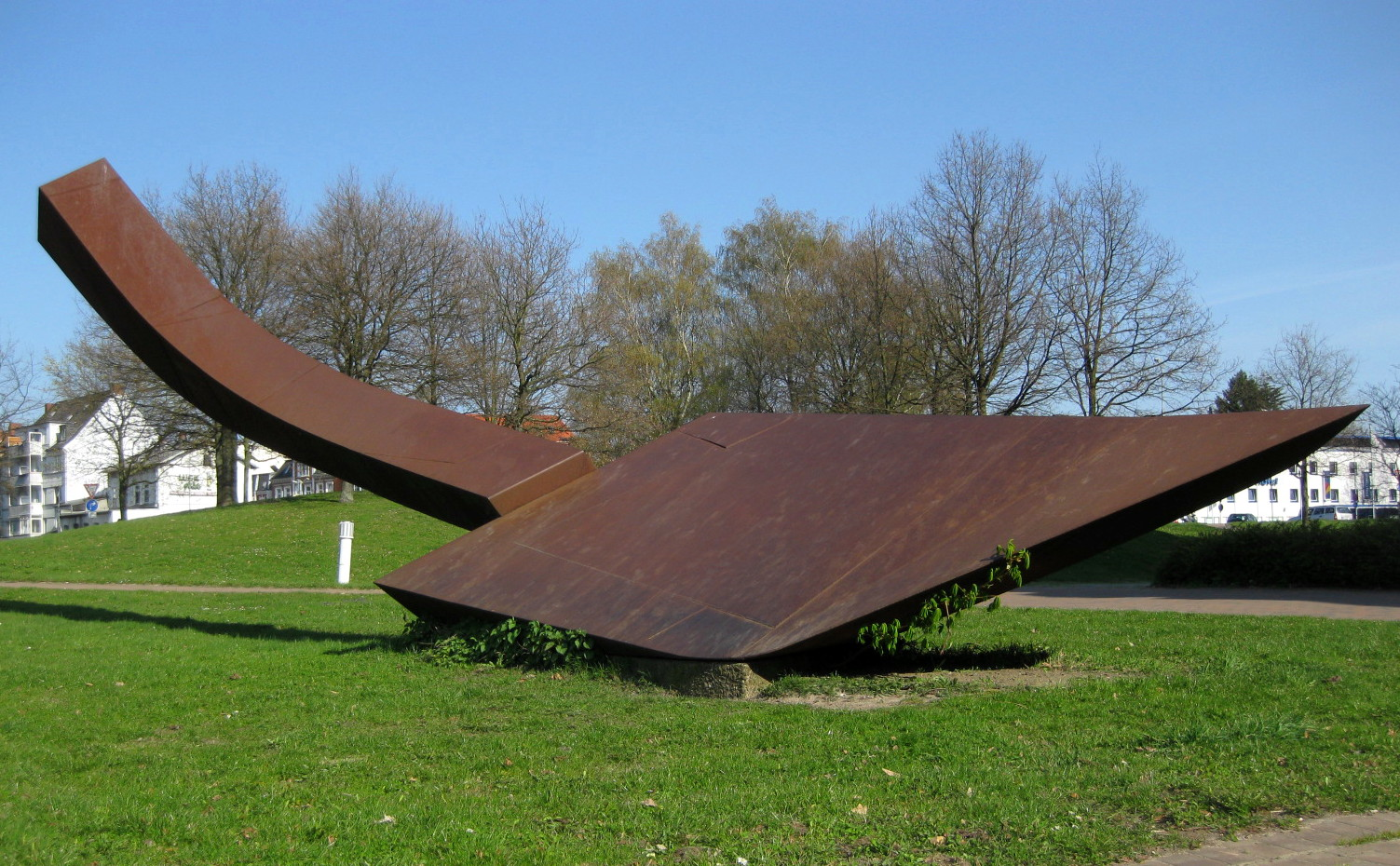
Vitale Liegende (1990) in Lübeck
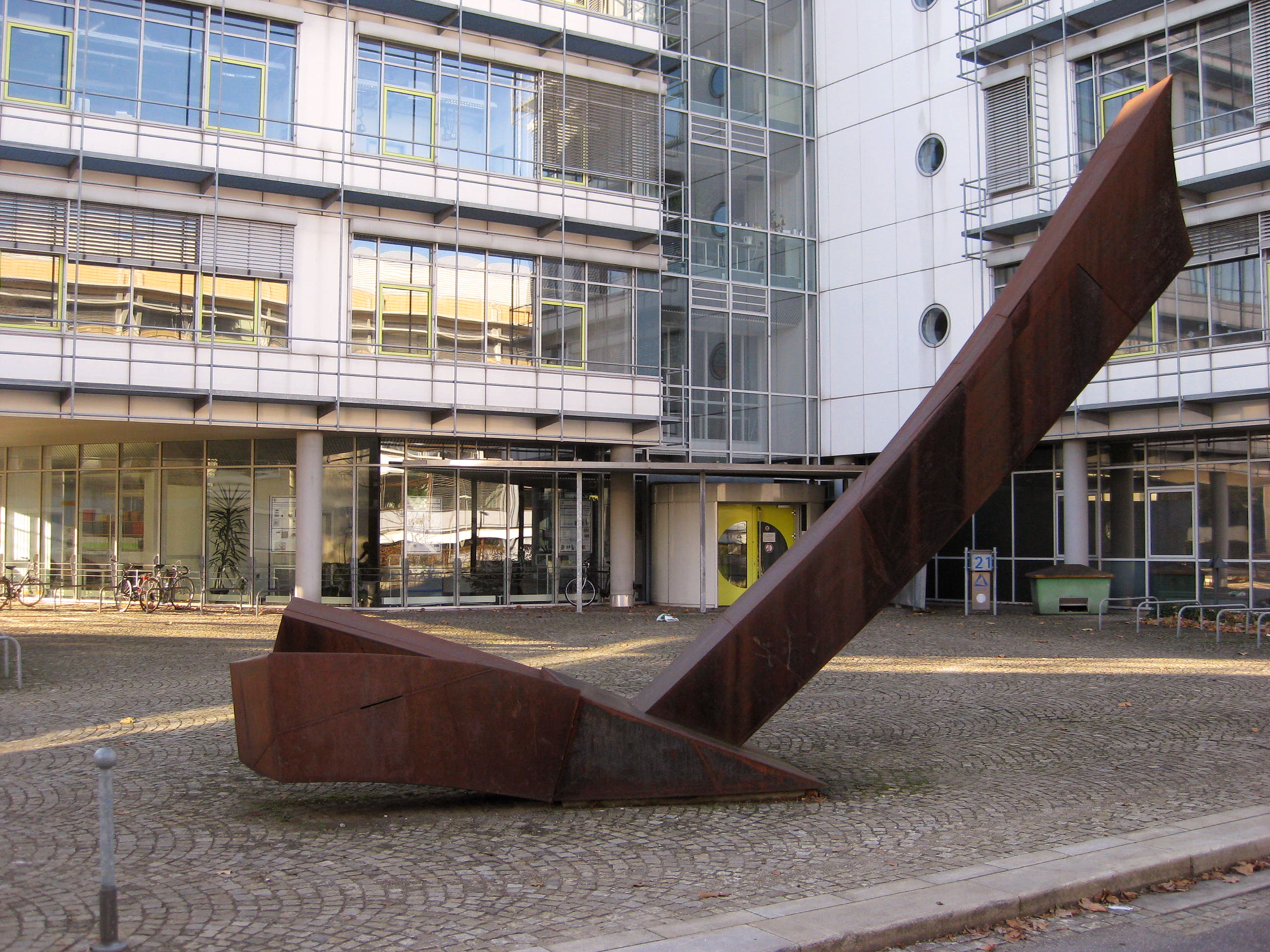
Freiburger Sitzende in Freiburg im Breisgau
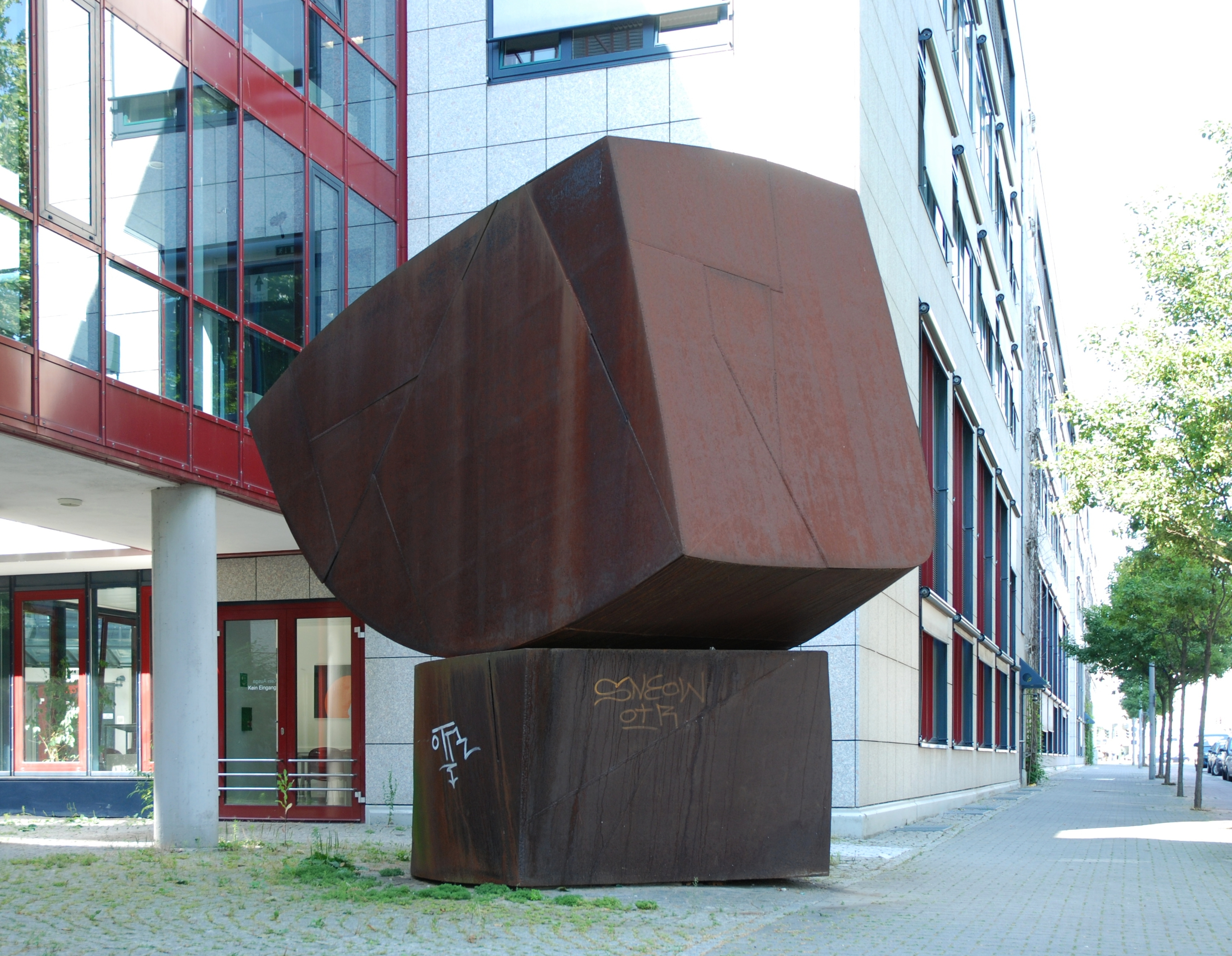
Ausgewogener Kopf in Mainz
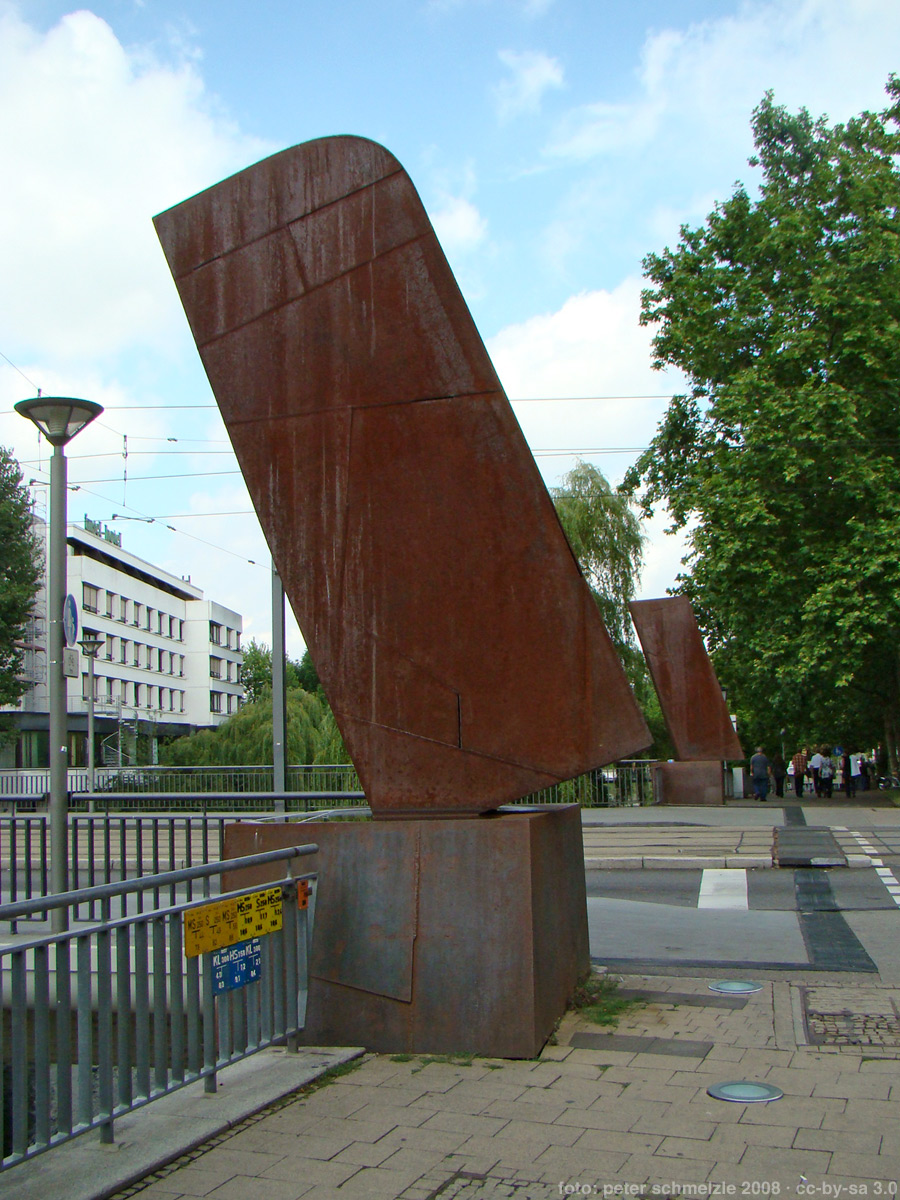
Brückenkopf in Heilbronn
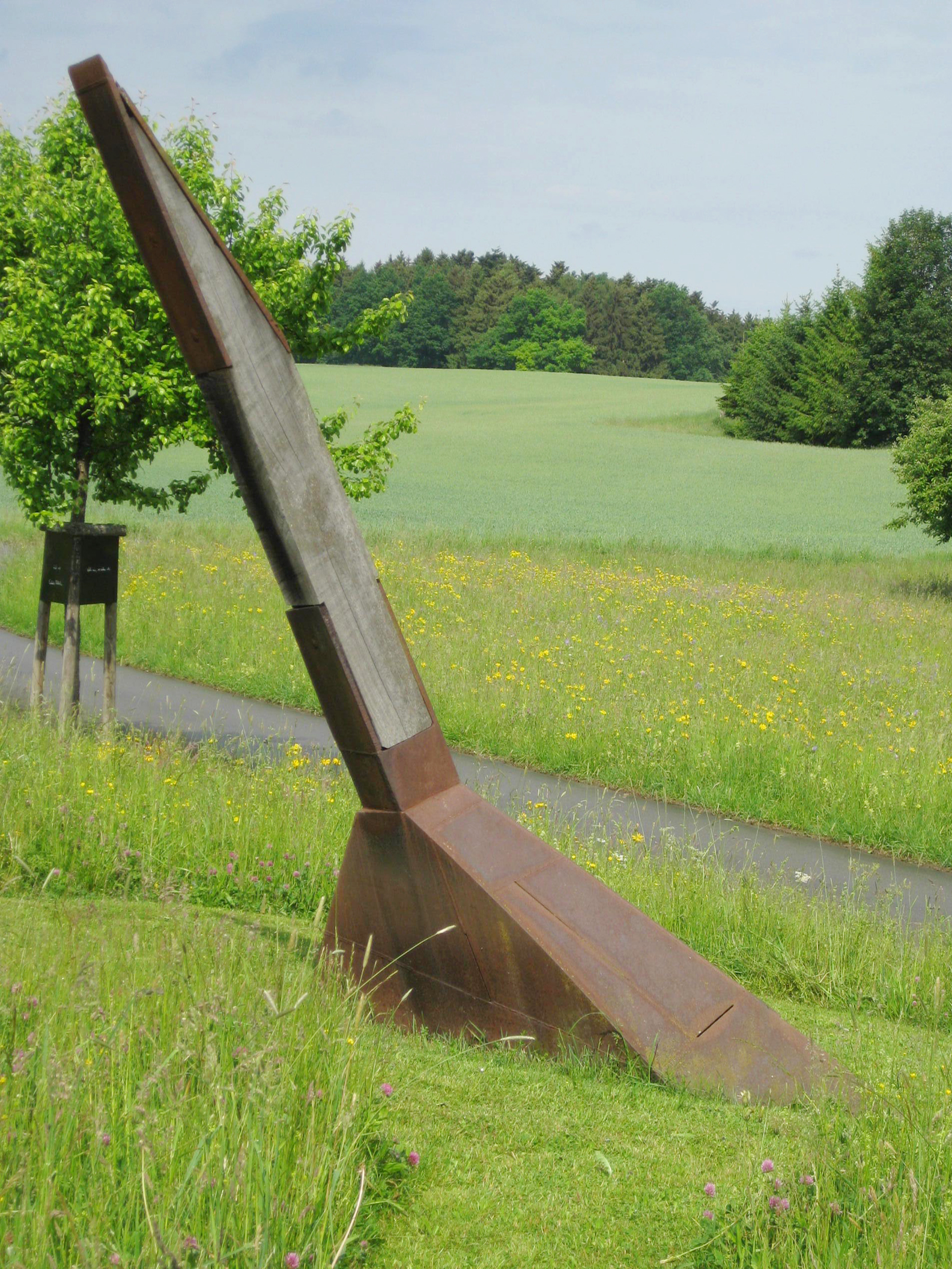
Büste RWW 407 in Rottweil